# Jacques Vercruysse
Jacques Vercruysse (Bavikhove, 13 mei 1930 - Kortrijk, 12 juli 2001) was een Belgische atleet, die gespecialiseerd was in de sprint. Hij nam tweemaal deel aan de Europese kampioenschappen en veroverde op twee onderdelen acht Belgische titels.

## Biografie
Vercruysse was in de jaren vijftig de beste Belgische spurter. In 1953 werd hij voor het eerst Belgisch kampioen op de 200m. Een jaar later veroverde hij de titel op de 100m. De volgende vier jaren veroverde hij nog driemaal de dubbel.
Vercruysse nam in 1954 en 1958 deel aan de Europese kampioenschappen. Hij werd telkens uitgeschakeld met een vierde plaats in de reeksen.
Vercruysse evenaarde in 1953 met 21,7 s het Belgisch record op de 200 m van Julien Saelens. In 1955 verbeterde hij in Sofia dit record tot 21,5. Dat jaar evenaarde hij ook het Belgisch record op de 100 m van Pol Braekman.
Vercruysse bleef lang aan atletiek doen. In 1992 werd hij Europees kampioen bij de masters M60-64.

### Clubs
Vercruysse was aangesloten bij Kortrijk Sport Atletiek.

### Beroep
Vercruysse studeerde net als zijn oudere broer Roland geneeskunde aan de Katholieke Universiteit Leuven en specialiseerde zich als gynaecoloog.

## Belgische kampioenschappen
| Onderdeel | Jaar                   |
| --------- | ---------------------- |
| 100 m     | 1954, 1955, 1957, 1958 |
| 200 m     | 1953, 1955, 1957, 1958 |

## Statistieken

### Persoonlijke records
| Onderdeel | Prestatie | Datum            | Plaats     |
| --------- | --------- | ---------------- | ---------- |
| 100 m     | 10,5 s    | 4 september 1955 | Oudenaarde |
| 200 m     | 21,5 s    | 10 oktober 1955  | Sofia      |

## Palmares

### 100 m
- 1953:  World Student Games (pre-Universiade) in Dortmund - 10,7 s
- 1954:  BK AC – 11,0 s
- 1954: 4e reeksen EK in Bern – 11,1 s
- 1955:  BK AC - 10,8 s
- 1955:  World Student Games (pre-Universiade)  in San Sebastian – 11,0 s
- 1955:  Interland Nederland-België te Den Haag - 10,9 s
- 1957:  BK AC - 10,8 s
- 1958:  BK AC - 10,9 s
- 1958: 4e reeksen EK in Stockholm – 10,9 s

### 200 m
- 1953:  BK AC - 21,8 s
- 1953:  World Student Games (pre-Universiade)  in Dortmund – 21,9 s
- 1954: 4e reeksen EK in Bern – 22,0 s
- 1955:  BK AC - 21,9 s
- 1955:  Interland Nederland-België te Den Haag - 22,3 s
- 1957:  Interland België-Nederland te Antwerpen - 22,2 s
- 1957:  BK AC - 21,6 s
- 1958:  BK AC - 21,7 s
- 1958: 4e reeksen EK in Stockholm – 22,0 s

### 4 x 100 m
- 1954: 4e reeksen EK in Bern – 41,5 s (NR)

## Onderscheidingen
- 1955: Grote ereprijs van de KBAB